# Made in Milan
Made in Milan is een documentaire uit 1990 van regisseur Martin Scorsese.
De muziek bij de documentaire is van Howard Shore.

## Inhoud
De documentaire bevat een 20 minuten durend interview met de Italiaanse modeontwerper Giorgio Armani. Tijdens het interview blikt hij terug op zijn modecarrière, zijn familiegeschiedenis en de Italiaanse modestad Milaan. Het interview eindigt met een modeshow van Armani.